# RIRI (RIRIのアルバム)
『RIRI』（リリ）は、RIRIの1stスタジオ・アルバム。2018年2月14日にソニー・ミュージックアソシエイテッドレコーズのonenation レーベルから発売された。

## 概要
RIRIのメジャー・デビュー作となる初のフル・アルバム。アルバムタイトルの『RIRI』は、インディーズで発売したミニ・アルバム2枚からも楽曲をセレクトして作ったアルバムなので、音楽活動を始めてから発売当時までのRIRIが全て詰め込まれているアルバムという意味で名付けられた。
RIRIの海外でも活躍したいという志を反映して、ロサンゼルスで海外プロデューサーも多数参加して制作された。前述の2枚のインディーズのミニ・アルバムからの5曲に加え、RIRI本人がL.A.で海外プロデューサーとセッションを重ねて話し合いながら一緒に制作した楽曲を含む4つの新曲、さらにリミックス1曲という構成の全10曲入り。最初にAIと一緒に作った「I love to sing」、トラックを「I love to sing」と同じ音楽プロデューサーのUTAに作ってもらい作詞・作曲は自分で行い、日本で制作された「Promised Road」、アリアナ・グランデやカイリー・ミノーグ、ジェニファー・ロペス、チャーリー・ウィルソン、ジニュワインといったアーティストらの楽曲制作に関わってきたデーモン・シャープをプロデューサーに迎えたポップ・チューン「That’s My Baby」、ビヨンセ「Drunk In Love」を始め、リル・ウェインやティナーシェ、テヤナ・テイラーらのUS R&Bのサウンドを作り上げてきたブライアン・ソコのプロデュースによる「Crush on You」などR&Bを中心に1990年代のブラックミュージックのテイストを取り入れながらも最新のトレンドをポップに昇華したUS勢との楽曲、さらに気鋭のビートメイカーであるSeihoが人気曲「RUSH」をチルアウト・ミュージックに変化させたリミックスが収録されている。歌詞については海外作家の曲の場合、まず楽曲のイメージを伝えてベースとしての英語詞を書いてもらってからそれを修正して行き、曲によってはサウンドの方を重視したものもある。日本語詞は自分で書いている。
リード曲「That's My Baby」にはミュージック・ビデオが制作された。Superfruitやイージなどのビデオを手掛けたアンソニー・シルベスターが監督を務め、アメリカ・ロサンゼルスで撮影された。

## 収録曲
| #         | タイトル              | 作詞                                                                   | 作曲                                                  | 編曲      | 時間  |
| --------- | --------------------- | ---------------------------------------------------------------------- | ----------------------------------------------------- | --------- | ----- |
| 1.        | 「RUSH」              | Nikki Flores, Andy Love, Johan Alkenas, Joacim Persson, 日本語詩：RIRI | Nikki Flores, Andy Love                               |           | 3:16  |
| 2.        | 「Next to You」       | Matthew Quinney, Carlos Jenkins, Miles Marques Sean Ⅱ, RIRI            | Matthew Quinney, Carlos Jenkins, Miles Marques Sean Ⅱ |           | 3:16  |
| 3.        | 「That's My Baby」    | Damon Sharpe, Nikki Flores, Jimmy Burney, RIRI                         | Damon Sharpe, Nikki Flores, Jimmy Burney              |           | 3:15  |
| 4.        | 「Heart Can't Lie」   | Tido, Ale, RIRI                                                        | Tido, Ale, Edsclusive, RIRI                           |           | 3:33  |
| 5.        | 「Crush on You」      | Brian Soko, Adam Halliday, RIRI                                        | Brian Soko, Juny Mag, Adam Halliday                   | Juny Mag  | 3:53  |
| 6.        | 「Be Alright」        | RIRI, Mayu Wakisaka                                                    | UTA, RIRI                                             |           | 3:39  |
| 7.        | 「Keep Up」           | Matthew Quinney, Carlos Jenkins, Miles Marques Sean Ⅱ, RIRI            | Matthew Quinney, Carlos Jenkins, Miles Marques Sean Ⅱ |           | 3:17  |
| 8.        | 「Promised Road」     | RIRI                                                                   | UTA, RIRI                                             |           | 3:30  |
| 9.        | 「RUSH -Seiho Remix」 | Nikki Flores, Andy Love, Johan Alkenas, Joacim Persson, 日本語詩：RIRI | Nikki Flores, Andy Love                               |           | 3:35  |
| 10.       | 「I love to sing」    | AI, RIRI                                                               | UTA, AI, RIRI                                         |           | 5:14  |
| 合計時間: | 合計時間:             | 合計時間:                                                              | 合計時間:                                             | 合計時間: | 36:28 |